# Pentarthrinus brevirostris
Pentarthrinus brevirostris är en skalbaggsart som beskrevs av Blatchley, W.S. 1922. Pentarthrinus brevirostris ingår i släktet Pentarthrinus, och familjen vivlar.
Artens utbredningsområde är Florida. Inga underarter finns listade i Catalogue of Life.